# میراباود
میراباود (انگلیسی: Mirabaud) شرکت سرمایه‌گذاری سوئیسی است، که در سال ۱۸۱۹ تأسیس شد.